# 상하이의 밤
상하이의 밤(영어:The Longest Night in Shanghai 일본어:夜の上海 중국어:夜上海)은 장이바이 감독, 조미, 모토키 마사히로, 다케나카 나오토, 곽품초, 츠카모토 타카시, 니시다 나오미 주연의 2007년 영화이다.
중국 여성과 일본 남성의 하루 동안 일어나는 로맨스를 그린 중·일 합작영화로, 2007 스페인 이비자 포르멘테라 국제영화제에서 위원회 특별상, 제14회 베이징 대학생 영화제에서 심사위원 특별상을 수상하였다. 한국 개봉일은 2007년 12월 6일이다.

## 출연

### 주연
- 자오웨이
- 모토키 마사히로

### 조연
- 풍력
- 이찬삼
- 니시다 나오미
- 오츠카 시노부
- 다케나카 나오토
- 츠카모토 타카시
- 와다 소코
- 곽품초